# Бахарампур
Берхампур, Бахарампур (англ. Baharampur) — город в индийском штате Западная Бенгалия. Административный центр округа Муршидабад. Средняя высота над уровнем моря — 18 метров. По данным всеиндийской переписи 2011 года, в городе проживало 305 609 человек, из которых мужчины составляли 51,20 %, женщины — соответственно 48,80 %. Уровень грамотности взрослого населения составлял 88,38 %. Уровень грамотности среди мужчин составлял 90,98 %, среди женщин — 85,66 %. 7,58 % населения было моложе 6 лет.